# Nikki Nova
Nikki Nova est une actrice américaine de films érotiques et pornographiques.

## Biographie
Elle est née le 5 janvier 1972 à Hampton en Virginie.
Le 4 novembre 2005, Nova a été grièvement blessé après une chute de cheval lors d'une séance photo. Son crâne a éclaté en quatre endroits. Elle n'avait pas d'assurance maladie. Son webmaster a mis en place un site Web pour recueillir des dons. Nova a été incapable de travailler pendant plusieurs années. En raison de sa blessure au cerveau, elle n'a plus son sens de l'odorat et elle a des pertes de mémoire.
Elle a épousé Pasquale Zaza le 27 février 1996 et sont divorcés.

## Filmographie sélective
Films érotiques
- 1997 : The Night That Never Happened : L.A. Babe
- 1998 : The Sexperiment : Heidi
- 1998 : Lolita 2000 : Maya
- 2005 : Alabama Jones and the Busty Crusade : Oklahoma Jones
- 2009 : Busty Cops: Protect and Serve! (téléfilm) : Maxie

Films pornographiques
- 1998 : A Woman's Touch 03
- 2004 : Football Fantasies
- 2005 : Every Man's Fantasy 2

## Distinctions
Récompenses